# Josefina Álvares de Azevedo
Josefina Álvares de Azevedo (Recife, 5 de mayo de 1851 —  Río de Janeiro, 2 de septiembre de 1913) fue una periodista, escritora y precursora del feminismo en Brasil.

## Carrera
En 1877, se mudó a São Paulo, donde fundó en 1888 el periódico A Família. El siguiente año se transfirió a Río de Janeiro, donde mantuvo la publicación del diario hasta 1897, cuando tuvo que interrumpirla, retomandola en 1898.
Defendía la educación de la mujer como herramienta esencial para a su emancipación. Procuró extender la circulación de su periódico por todo el país, viajando por las regiones Norte y Nordeste. Promovió el sufragio femenino, a partir del artículo O Direito ao Voto (El derecho al voto), de 1890. El mismo año escribió la comedia O Voto Feminino, presentada en el Teatro Recreio Dramático.
En 1890, reunió una serie de textos publicados en el diario, incluso poesías, editándolos en la colección Retalhos.
Publicó el Almanaque de Lembranças Luso-Brasileiro.